# Alexandru Rosu
Alexandru Rosu (ur. 30 kwietnia 1987 w Konstancy) – rumuński sztangista, brązowy medalista mistrzostw Europy.
Największym jego sukcesem jest brązowy medal mistrzostw Europy w Kazaniu (2011) w kategorii do 77 kg. W dwuboju osiągnął 340 kg. 
W 2008 roku startował w igrzyskach olimpijskich, bez sukcesów.

## Wyniki
| Rok  | Zawody             | Miasto | Miejsce | Kategoria | Wynik  |
| ---- | ------------------ | ------ | ------- | --------- | ------ |
| 2011 | Mistrzostwa Europy | Kazań  | 3       | 77 kg     | 340 kg |